# Marie-Louise Meilleur
Marie-Louise Febronie Meilleur (ur. 29 sierpnia 1880, zm. 16 kwietnia 1998) – Kanadyjka pochodzenia francuskiego, znana z długowieczności. Od sierpnia 1997 do kwietnia 1998 uważana za najstarszą żyjącą osobę na świecie. Marie-Louise Meilleur w dniu śmierci znajdowała się na 3. miejscu na liście lista najstarszych ludzi w historii. Obecnie znajduje się na miejscu 6., po przebiciu jej wieku przez Amerykankę Sarah Knauss (w 1999 roku), Japonki Nabi Tajimę (22 marca 2018) i Kane Tanakę (20 sierpnia 2020) oraz Francuzkę Lucile Randon (29 września 2021).

## Życiorys
Urodziła się w Kamouraska w prowincji Quebec. W 1900 wyszła za mąż za Etienne Leclerca, z którym miała czworo dzieci. Po stracie w krótkim czasie (1911–1912) męża, obojga rodziców i dwójki dzieci przeniosła się do okolic Ontario. W 1915 wyszła za mąż po raz drugi; z małżeństwa z Hectorem Meilleurem urodziła sześcioro dzieci. Ponownie owdowiała w 1972; od tego czasu mieszkała z jedną z córek, w wieku 107 lat trafiła do domu opieki w Corbeil (Ontario). Przez pewien czas w tym samym domu opieki mieszkał jednocześnie jej syn.
Po śmierci rekordzistki długości życia ludzkiego Francuzki Jeanne Calment na początku sierpnia 1997 przeszedł na nią tytuł najstarszego żyjącego człowieka na świecie, przyznawany przez Księgę rekordów Guinnessa. Krótko potem obchodziła 117 urodziny. Do Meilleur należy rekord długości życia w Kanadzie.
Tytuły przyznawane przez Guinnessa nie muszą faktycznie odpowiadać rzeczywistości; wspomniane wyżej osoby z rekordami długości życia to najstarsze spośród tych, których datę urodzenia udokumentowano i pozytywnie zweryfikowano. Wśród zgłoszeń nieuznanych przez Ksiegę rekordów Guinnessa była m.in. Albanka Hava Rexha, według dokumentacji przedstawionej przy wniosku starsza o kilkanaście dni od Marie-Louise Meilleur.